# 西鉄バス久留米・御井町支社

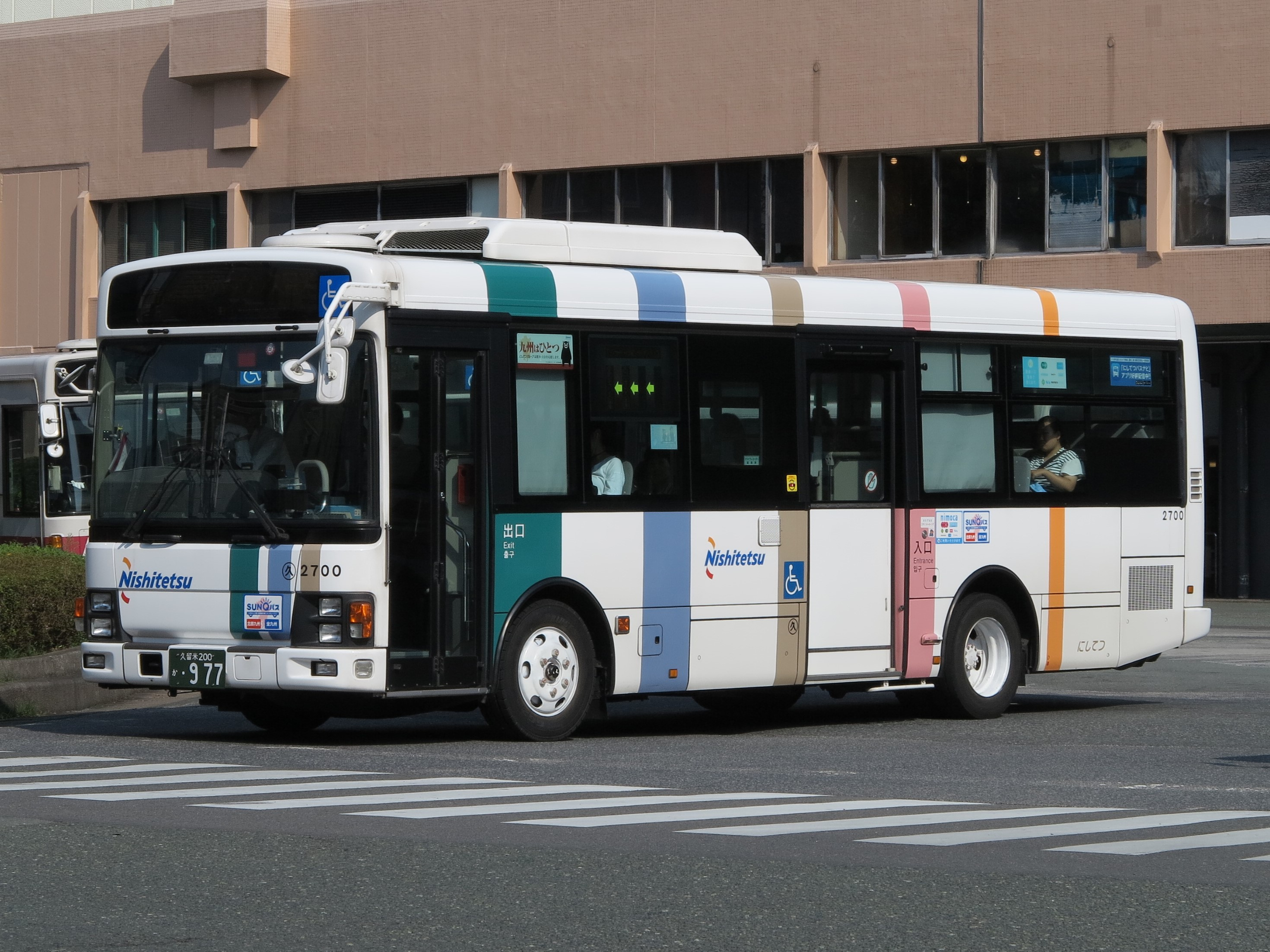
○久表記の中型車（2700号車）

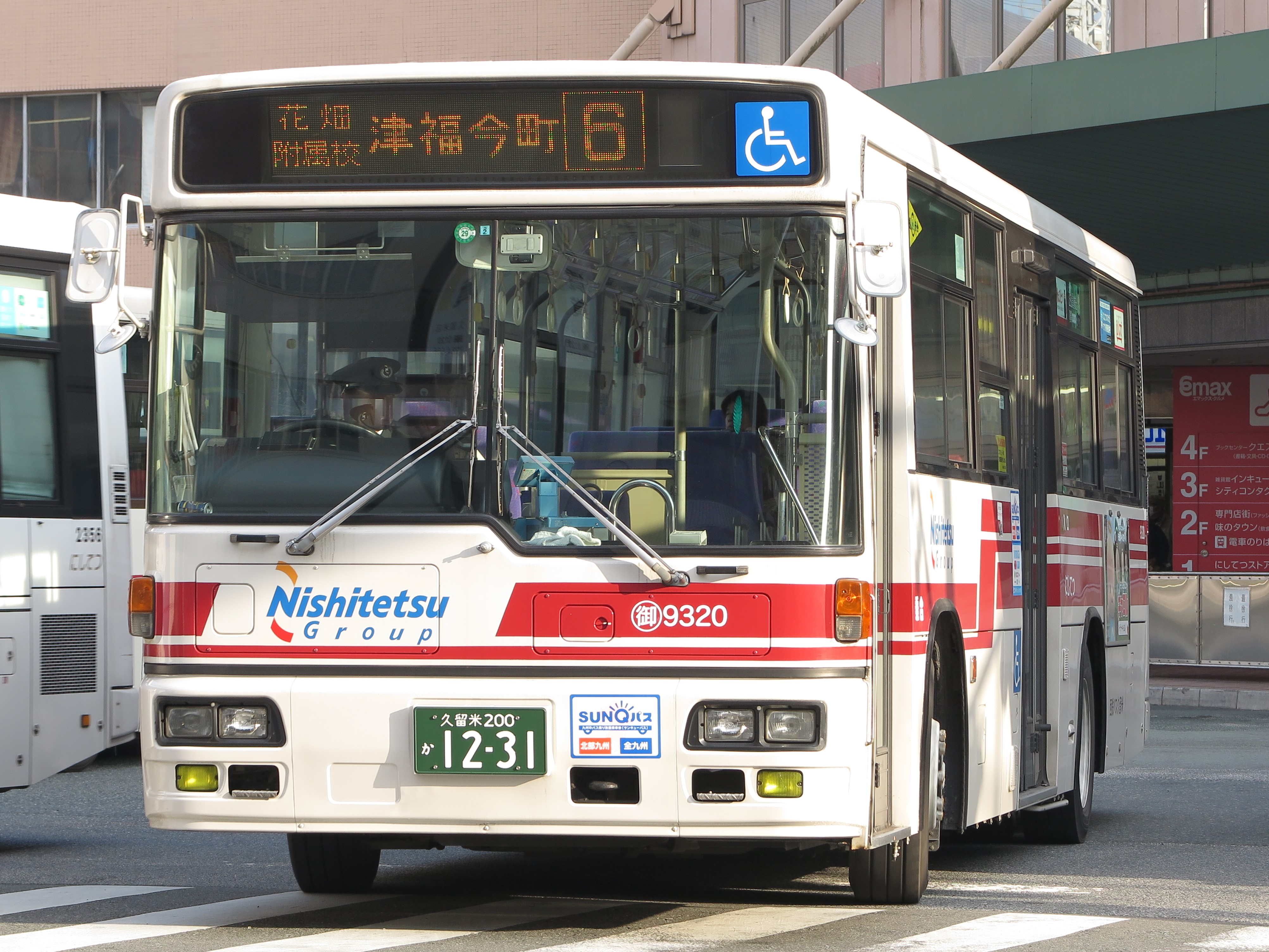
○御表記の大型車（9320号車）

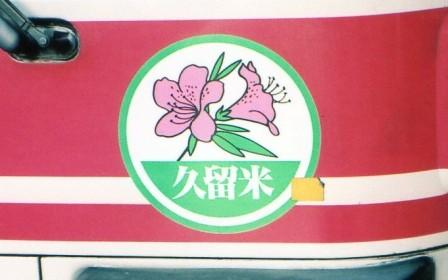
1990年頃に採用されていた営業所ステッカーの図柄はピンク色のツツジである。

西鉄バス久留米・御井町支社（にしてつバスくるめ みいまちししゃ）は、西日本鉄道の子会社である西鉄バス久留米のバス営業所の一つ。主に福岡県久留米市中心部を運行する路線を担当する。以前は西日本鉄道の久留米第二自動車営業所が併設されていた。

## 概要
- 所在地 - 福岡県久留米市御井町2291番1号[1]
- 営業所表記 - ○御[注 1]
- 併設停留所 - 信愛学院（旧名称：信愛女学院[2]）

## 沿革
- 1964年（昭和39年）5月10日 - 久留米自動車営業部の管轄下として御井町自動車営業所として開設。
- 1972年（昭和47年）3月 - 久留米自動車営業所に改称（それまでの久留米自動車営業所は京町自動車営業所に改称）。
- 1999年（平成11年）4月1日 - 西日本鉄道久留米自動車営業所内に南筑交通久留米支社を移転。同時に久留米支社を本社とし、大川市にあったそれまでの本社は大川支社とする。
- 2001年（平成13年）8月1日 - 社名変更により西鉄バス久留米本社となる。
- 2008年（平成20年）夏 - 福岡地区から転籍した車両により、LED式行先表示機がついた車両の運行開始。
- 2009年（平成21年）4月1日 - 一部の路線において、経路変更・系統新設などの大規模なダイヤ改正を実施。
- 2009年（平成21年）4月26日 - 運行する全路線においてnimocaの供用を開始。
- 2016年（平成28年）12月13日 - 御井町支社に改称（それまでの本社は事業所機能のみを久留米市東町に移転）[1]。久留米市内線及び国分線以外の西鉄本体からの管理委託を解除。
- 2023年（令和5年）4月1日 - 久留米市内線及び国分線の管理委託を解除。西日本鉄道久留米第二自動車営業所を廃止。

## 主要ターミナル
- 西鉄久留米バスセンター
- JR久留米駅
- 大学病院

そのほか、西鉄系列他社のバスターミナルにも乗り入れる。

## 現行路線
途中で行先番号の表示が変更される路線の場合は、見出しに始発地での番号を掲載し、行先番号の変更区間は路線の説明と共に記述する。また、路線の改廃は#改廃系統に記載する。

### 久留米市内線
主に西鉄久留米駅から御井町地区を結ぶ路線で、以下の5つの系統に分かれている。一部路線は筑後車庫および京町支社との共管となっている。
■ 1
JR久留米駅 → 荘島 → 西鉄久留米 - 五穀神社前 - 文化センター前 - 十三部 - 千本杉 - 久留米大学前 - 矢取 - 信愛学院
- 主に明治通りと文化センター通りを経由する路線。朝にJR久留米駅発の便が運転される以外は、全て西鉄久留米発着で運行される。
- 同じ経路で西鉄久留米、朝妻、久留米大学前のみに停車する「直行1」は筑後車庫が運行している。

#### 野中系統
■ 2
西鉄久留米 - 五穀神社前 - 野中中通り - 競輪場口 - 附設高校前 - 久留米大学前 - 矢取 - 信愛学院
- 野中町を通る路線。本数は1時間に1本。

#### 船塚系統
■ 7
JR久留米駅 → 荘島 → 西鉄久留米 - 五穀神社前 - 文化センター前 - 十三部 - 船塚 - 附設高校前 - 久留米大学前 - 矢取 - 信愛学院
- 船塚停留所を通る路線。久留米大附設中高の登下校時間帯（平日朝夕・土曜昼）にのみ運行されている。行先表示機の経由地表示には、平仮名でふなづかと表記される。

■ 18 / 7
JR久留米駅 →（18と同経路）→ 西鉄久留米 →（7と同経路）→ 信愛学院
- 平日朝1便のみ。2025年4月のダイヤ改正で新たに設定された。JR久留米駅→医学部前は18番、高専前→信愛学院は7番として運行。

■ 直行7
JR久留米駅 → 荘島 → 西鉄久留米 → 附設高校前 → 久留米大学前
- 平日朝のみ運転される直行系統。7番と同じ経路を通るが、西鉄久留米→久留米大学前間では附設高校前のみ停車する。終点の久留米大学前は、2番・7番と同じ停留所に到着する。
- 2015年4月1日より運行開始。2016年4月1日のダイヤ改正で直行（無番）から直行7へ変更された。

#### 高専系統
■ 8 / 8-1 / 18
JR久留米駅 - 大学病院 - 高専前 - 大学病院 - 市役所前 - 西鉄久留米 - （1と同経路） - 信愛学院
- 小森野町を通る路線。本数は1時間2 - 3本。市民会館前～医学部前（久留米大学旭町キャンパス）間を二度通る。1回目に医学部前を通過した後は、信愛学院発、JR久留米駅発いずれも高専前→小森野四丁目の順番で運行（行きに小森野橋を渡り、帰りに二千年橋を渡る）し、再び医学部前へ戻る。
- 行先の表示は両方向とも1回目に医学部前を通るまでは「高専前」となっており、放送でも「高専方面行き」と案内されるが、2回目に医学部前を通過する前に、運行方向に応じて「信愛学院」または「JR久留米駅」に案内を変更する。行先番号は以下のように変更される。
  - 信愛学院行き: JR久留米駅→医学部前は18番、高専前→日吉町は8番、西鉄久留米→信愛学院は1番
  - JR久留米駅行き: 信愛学院→医学部前は8番、高専前→JR久留米駅は18番
  - 朝のみ運転される信愛学院発御井町経由便の場合、信愛学院→紫山住宅前は8-1番

#### 竹の子系統
■ 9 / 9-1
西鉄久留米 - 五穀神社前 - 文化センター前 - 十三部 - 千本杉 - 久留米大学前（ - 御井町）- 矢取 - 大学稲荷前 - 竹の子
- 県道800号経由で高良内町へ行く路線。本数は1時間に2本。2024年3月16日のダイヤ改正から新たに設定された御井町経由は、両方向ともに御井町通過前まで「9-1番」として運行される。

#### ゆめタウン久留米系統

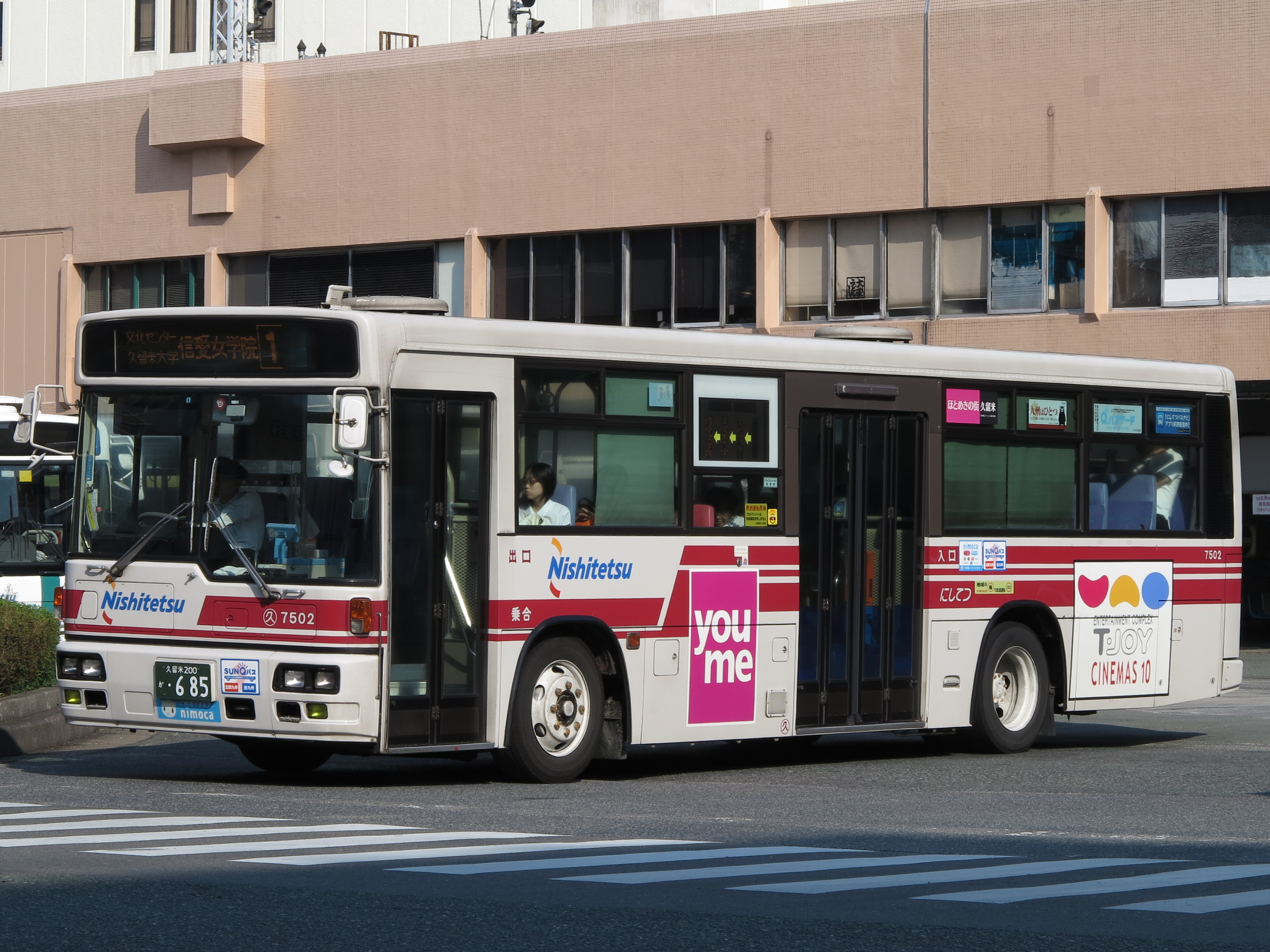
ゆめタウン久留米とTジョイのマークが施されていた車両（7502号車）

■ 5
西鉄久留米 → 五穀神社前 → 青少年科学館前 → 百年公園 → ゆめタウン久留米 → Tジョイ・ゆめタウン入口 → 百年公園 → 青少年科学館前 → 五穀神社前 → 西鉄久留米
- 久留米東バイパス経由でゆめタウン久留米へ行く路線。全便が西鉄久留米～ゆめタウン久留米～西鉄久留米の通し運転を行う循環路線である。2021年3月13日のダイヤ改正で京町支社との共同運行となった。
- 2003年9月にゆめタウン久留米が開店したことに伴い、西鉄久留米 - ゆめタウン久留米間の路線が新設されたのが始まりである。その後、2004年12月にTジョイ久留米が開店し、最寄の土木事務所前まで延長された。路線開設当初は青地に虹とつつじのイラスト、ゆめタウンのロゴのラッピングを施した専用の中型車を使用していたが、利用者の増加から2007年頃以降は平日を除き大型車に置き換えられた。運行開始当初は行先番号が設定されていなかったが、2018年4月1日から「5番」として運行されている。

### 国分線
■ 3
青峰団地 - 自衛隊幹部候補生学校 - 鑓水（ - 大学医療センター） - 国分 - 一丁田 - 西鉄久留米 - 市役所前 - JR久留米駅
青峰団地 - 自衛隊幹部候補生学校 - 鑓水（ - 大学医療センター） - 国分 - 一丁田 - 西鉄久留米 - 市役所前 - 大学病院
- 主に国道3号と県道752号を経由して国分町、青峰団地へ向かう路線。平日日中のみ久留米大学医療センターの構内に入り、それ以外は県道上の大学医療センター入口停留所にのみ停車する。西鉄久留米～青峰団地間の運行間隔は、毎時3本程度。うち数本西鉄久留米止めの便がある。
- 大学病院行きの場合、西鉄久留米→大学病院では、行先番号8番として運行する。

■ 快速 3
青峰団地 →（3と同経路）→ 一丁田 → 花畑（花畑駅） → 西鉄久留米 → 六ッ門・シティプラザ前 → 大学病院
- 一丁田～大学病院間で快速運転を行い、快速区間は上記のバス停のみ停車する。各停3番と異なり、花畑駅を経由する。花畑のバス停は八女支社の福島線30番で運用してる花畑(福島)バス停に停車する。
- 西鉄久留米→大学病院では、快速8番として運行する。

(無番)
信愛学院 - 鑓水 - 青峰団地
- 3番の信愛学院発着系統が廃止されたことにより、2014年3月22日のダイヤ改正で新設。3番は内野～鑓水間で久留米駐屯地の北側を経由するが、当系統は駐屯地の南側を経由するため、自衛隊幹部候補生学校前には停車しない。

### 神埼線
■ 40
佐賀第二合同庁舎 - 佐賀駅バスセンター - 大財町 - 神埼市役所前 - 目達原（吉野ヶ里町） - 長門石 - JR久留米駅 - 荘島 - 西鉄久留米 - （1と同経路） - 信愛学院
ニュータウン青葉台 - 長門石 - JR久留米駅 - 荘島 - 西鉄久留米
- 佐賀市と久留米市を国道34号経由で結ぶ路線。長門石橋で筑後川を渡る。西鉄バス佐賀・本社、鳥栖支社との共同運行。西鉄久留米→信愛学院では行先番号1番として運行する。
- 久留米側は西鉄久留米発着が基本で、信愛学院行きは平日車庫へ向う便のみの運行である。佐賀方面は目達原行きと佐賀第二合同庁舎行きがほぼ半数ずつ運行される。
- 佐賀県内の区間（千栗～佐賀第二合同庁舎）に限り、佐賀市営バス、昭和バス、祐徳バス、JR九州バスの紙式回数券が使用できる。

### 西町線

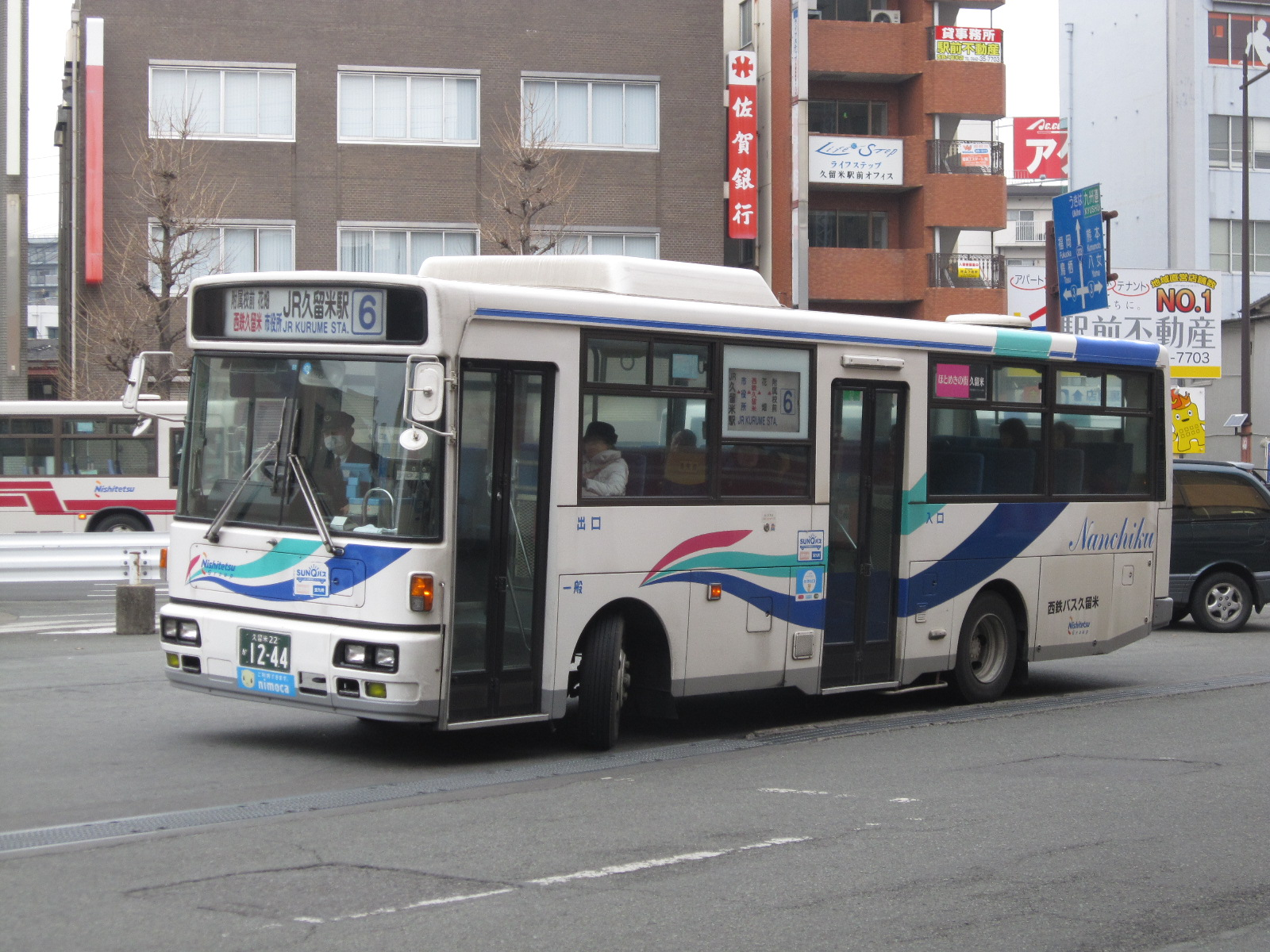
旧南筑交通塗装（廃車済）で運行されていた時の写真

■ 6
西鉄久留米 - 広又 - 花畑（花畑駅） - 西町 - 附属校前 - 十二軒屋 - 津福今町
- 西鉄久留米から附属校前経由で津福今町へ行く路線。本数は日中1時間に1～2本程度。福教大附属久留米小中への通学路線としても利用されている。久留米市内線と平日は国分線、京町支社(久留米市内線)、吉井支社との共同運行。

スクール（無番）
西鉄久留米 → 広又 → 花畑 → 西町 → 附属校前 → 十二軒屋
- 附属久留米校の通学便だが、一般利用も可能で、一般向け案内も上記の6番と同じものとして扱われる。行先表示機には「スクール」とだけ書かれる。2024年10月以前は津福今町行きとして運行されていた。
- 定期便としては平日7時台に6番の補完として2本運行するが、通学利用を分離するため、朝ラッシュに6番のすぐ先を行かせるように臨時便が運行されることもある。夕方の下校時間帯には運行されない。2008年9月より検査などの特別な事情を除き、全便が大型車で運行されるようになった。

### 北野線

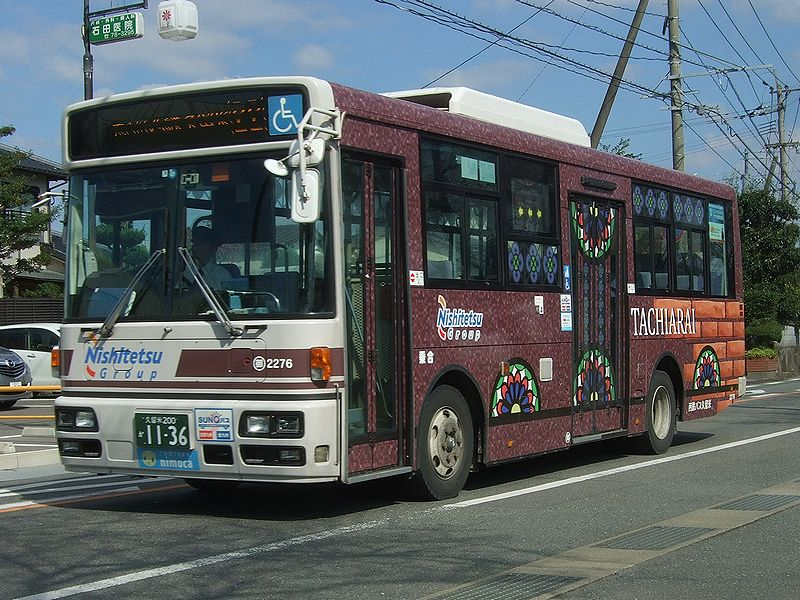
北野線に使用される今村天主堂をモチーフにしたラッピングバス

■ 21
西鉄久留米 -（5と同経路）- Tジョイ・ゆめタウン入口 - 東合川 - 北野総合支所前 - 三井中央高校入口 - 今村天主堂
■ 22
西鉄久留米 -（1と同経路）- 千本杉 - 合川 - 久留米インター（入口） - 東合川 - 北野総合支所前 - 三井中央高校入口 - 今村天主堂
- 久留米市街地と北野地区を県道53号経由で結ぶ路線。神代橋で筑後川を渡る。平日は日中に1時間に1本、土日祝日は2 - 3時間に1本程度の運行。久留米市より補助金を受けて運行されている。
- 22番は久留米インター停留所の位置の関係で、行きと帰りで経由するバス停が異なる（周辺地図のリンク）。
  - 西鉄久留米行きは、国道322号の南行き車線を経由する。「久留米インター」バス停は高速バス用の停留所に併設されている。経路上に福岡空港 - 久留米線の「久留米インター南」バス停があるが、停車しない。
    - ＜西鉄久留米方面＞←合川←久留米インター←東合川商工団地←千歳市民センター入口←東合川←＜今村天主堂方面＞

  - 今村天主堂行きは、国道322号のすぐ東側を並行する道路を経由する。「久留米インター入口」バス停は単独使用で、久留米インターチェンジのランプウェイ高架下に設置されており、「久留米インター」バス停へ徒歩連絡が可能である。
    - ＜西鉄久留米方面＞→合川→久留米インター入口→地場産業センター入口→東合川→＜今村天主堂方面＞

### 若宮線
■ 48
大善寺（大善寺駅） - 若宮橋 - 浄化センター前 - JR久留米駅 - 市役所前 - 六ツ門・シティプラザ前 - 西鉄久留米 - （1と同経路） - 信愛学院
- 主に県道47号を経由する路線。本数は1時間1本のみ。大善寺から西鉄久留米で終点になるものと、信愛学院で終点になるものの2種類がある。信愛学院行きの便は、西鉄久留米→信愛学院を行先番号1番として運行する。
- 大川支社が運行する15番もJR久留米駅～大善寺～大川橋（大川市）で運行されているが、こちらは県道23号経由で西鉄久留米も経由しないため、経路の重複はほとんどない。西鉄久留米到着後は折り返しまで待機するが、一部は縄手まで回送される。

### 高良大社線
■（臨時）
西鉄久留米 - 五穀神社前 - 文化センター前 - 十三部 - 千本杉 - 御井町 - 高良大社下
- 県道750号を経由して高良山を上り、高良大社へ向かう路線で、毎年1月1日～1月3日と高良大社の例大祭時のみに毎時2本程度運行される。2020年始までは最大毎時4本程度運行され、大晦日の深夜にはJR久留米駅発着（荘島経由）の終夜運転も行っていた。
- 当路線用の行先表示や自動放送も用意されており、御井町～高良大社下間の県道750号上に設置されている高樹神社前、愛宕神社前、大学稲荷前、白雲台の途中停留所も含めて自動放送による案内が行われる。これらの途中停留所は運行期間外も常時設置されている。
- 運行の際には、高良大社付近で上下分離の一方通行規制が行われ、当路線は一方通行規制で空いている下り方面車線を双方向とも使用する。

### 佐賀競馬友の会バス
西鉄久留米 - JR久留米駅 - 佐賀競馬場
- 運賃有料。2025年現在はワンステップの中型車が主に運用に入っている。

## 改廃系統
主に2003年以降に廃止された系統を記載。停留所名は全て当時のもの。

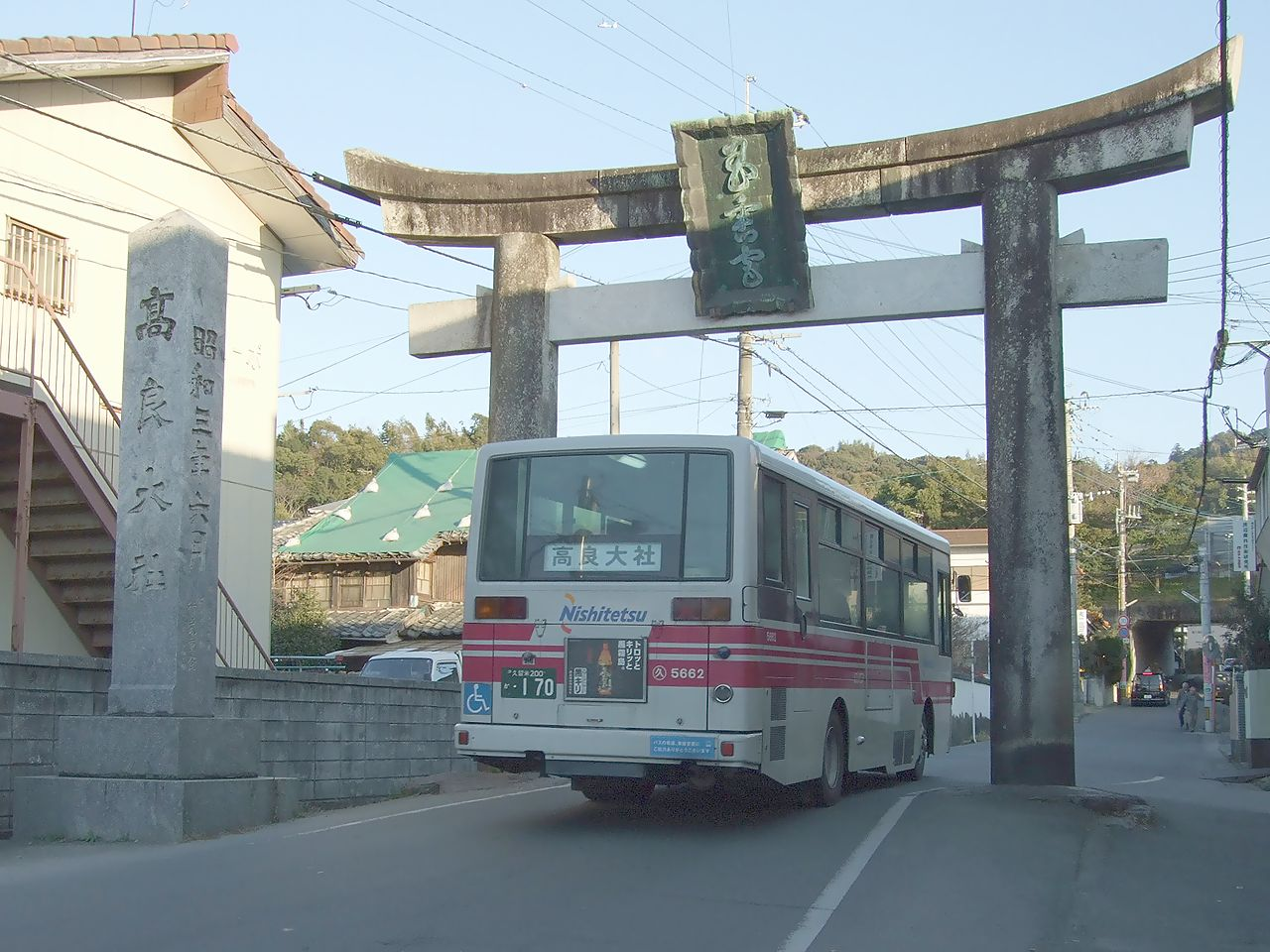
御井町バス停そばにある大鳥居の下を通過する高良大社行き臨時バス

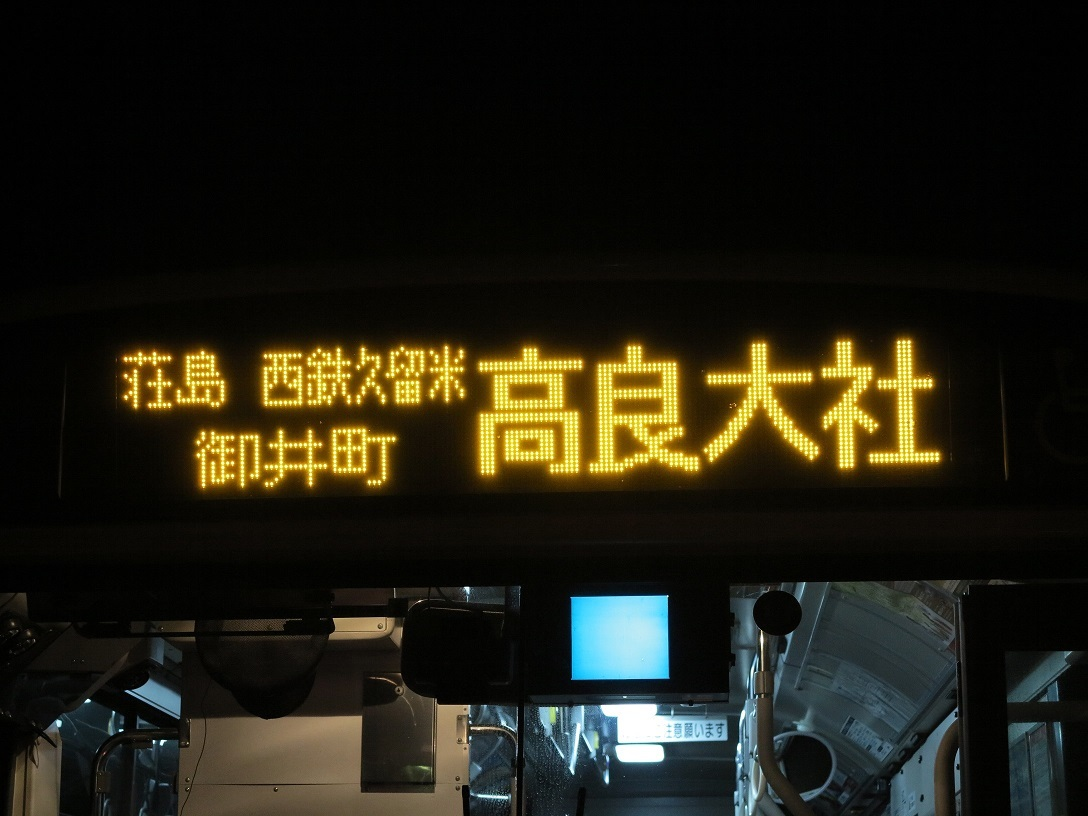
高良大社線の行先表示

- ■ : 西鉄久留米 - 五穀神社前 - 青少年科学館前 - 百年公園 - ゆめタウン久留米 - Tジョイ・ゆめタウン入口
ゆめタウン系統（変更）。2017年4月1日のダイヤ改正でゆめタウン久留米付近の経路が変更され、循環路線化された。Tジョイでは23番と同じ位置（東バイパス上）に発着しており、終点になったあとは周辺の道路を周回して折り返していた。また、ゆめタウン久留米内には停留所が1カ所しか設置されておらず、西鉄久留米行きはTジョイを出発した後、ゆめタウンの構内を一周してから停留所に付けていた。
- ■ 1 : JR久留米駅 - 荘島 - 六ッ門 - 西鉄久留米 - 文化センター前 - 千本杉 - 信愛女学院 - 候補生学校前 - 青峰団地
市内線（短縮）。1番の内、信愛女学院（現・信愛学院）で終点にならず青峰団地まで行くもので、平日日中に毎時1本運転されていた。2013年4月のダイヤ改正で廃止。青峰団地発着便は御井町を経由しなかった。
- ■ 1-1 : JR久留米駅 - 荘島 - 六ッ門 - 西鉄久留米 - 文化センター前 - 千本杉 - 御井町 - 信愛学院
- ■ 8-1 : JR久留米駅 → 高専前 → 市役所前 → 六ッ門 → 西鉄久留米 → 文化センター前 → 千本杉 → 御井町 → 信愛学院
市内線（廃止）。2023年10月のダイヤ改正で、1番の御井町経由が廃止され、8番の御井町経由も平日朝の高専方面行きのみとなった。
- ■ 1/1-1 : JR久留米駅 ← 荘島 ← 六ッ門 ← 西鉄久留米 ← 文化センター前 ← 千本杉 (←御井町) ← 信愛学院
- ■ 2 : JR久留米駅 - 荘島 - 六ッ門 - 西鉄久留米 - 野中中通り - 信愛学院
- ■ 9 : JR久留米駅 - 市役所 - 六ッ門 - 西鉄久留米 - 文化センター前 - 千本杉 - 竹の子
市内線（短縮）。2020年3月のダイヤ改正で上記3系統ともに全便が西鉄久留米発着となり、JR久留米駅発着便の設定がなくなったが、2021年3月のダイヤ改正で、平日朝のみ1番のJR久留米駅発信愛学院行きが復活した。
- ■ 3 : JR久留米駅 - 荘島 - 六ッ門 - 西鉄久留米 - 諏訪野町五丁目 / 南久留米 - 国分 - 大学医療センター - 自衛隊幹部候補生学校 - 青峰団地 / 信愛女学院
国分線（変更）。2009年4月のダイヤ改正で荘島経由が市役所経由に変更された。
- ■ 3 : JR久留米駅 - 市役所 - 六ッ門 - 西鉄久留米 - 南久留米 - 国分 - 自衛隊幹部候補生学校 - 信愛女学院 / 青峰団地
国分線（廃止）。2007年4月のダイヤ改正で南久留米経由のJR久留米駅～青峰団地便が廃止され、JR久留米駅←信愛女学院便のみとなった。更に2009年4月のダイヤ改正で荘島経由が市役所経由へ変更されたが、2011年4月のダイヤ改正で南久留米経由自体が廃止され、全て諏訪野町五丁目経由となった。廃止時点では土日祝日に1本のみ運行されていた。
一丁田を通過した後の経路は、諏訪野町一丁田交差点より久大本線北側の道路へ右折し、南久留米駅前にある十字路を左折、南久留米を通った後、高屋敷からは2番と同じ経路で運行するというものであった。
- ■ 3 : JR久留米駅 - 荘島 - 六ッ門 - 西鉄久留米 - 諏訪野町五丁目 - 国分 - 幹部候補生学校 - 信愛女学院
国分線（廃止）。2014年3月のダイヤ改正で全て青峰団地行きに統一された。聾学校前交差点（現在の聴覚支援学校前交差点）を直進していたため、自衛隊幹部候補生学校では青峰団地発着の3番と逆方面の停留所に停車していた。
- ■ 4 : 青峰団地 → 自衛隊幹部候補生学校 → 信愛学院 → 千本杉 → 十三部 → ゆめタウン久留米 → Tジョイ・ゆめタウン入口→ 十三部 → 千本杉 → 信愛学院 → 自衛隊幹部候補生学校 → 青峰団地
実証運行路線（終了）。2021年3月13日～同年9月30日まで運行。
- ■ 5/1 : 高専前 - 大学病院 - JR久留米駅 - 荘島 - 西鉄久留米 - 文化センター前 - 千本杉 - 久留米大学 - 矢取 - 信愛女学院
- ■ 5/3 : 高専前 - 大学病院 - JR久留米駅 - 荘島 - 西鉄久留米 - 諏訪野町五丁目 / 南久留米 - 国分 - 自衛隊前 - 青峰団地
高専線（廃止）。1番と3番について、JR久留米駅～高専前を延長する形で運行されていた系統。5番としての運行は高専前行きのみで、反対方向は1番または3番として運行されていた。2003年4月、乗客減少のため8番の経路を一部変更し、それに置き換える形で廃止された。自衛隊前は現在の自衛隊幹部候補生学校である。
廃止当時の日中の本数は、文化センター経由が毎時3本で、8番と合計して4本前後/毎時になるように運行されていた。国分経由は毎時3本で、上記の3番と合計して5本前後/毎時になるように運行されていた。
- ■ 8 : 高専前 - 大学病院 - 市役所 - 西鉄久留米 - 文化センター前 - 千本杉 - 久留米大学 - 矢取 - 信愛女学院
高専系統（延伸）。前述の5番廃止に伴い、2003年4月のダイヤ改正でJR久留米駅 - 高専前が追加された。同時に、高専前→医学部前間に小森野四丁目停留所が新設された。
- ■ 9 : 大学病院 - 市役所前 - 六ッ門 - 西鉄久留米 - 文化センター前 - 千本杉 - 久留米大学 - 矢取 - 竹の子
竹の子系統（廃止）。2009年4月のダイヤ改正で大学病院発着が新設されたが、2013年4月のダイヤ改正で全便JR久留米駅発着に戻った。本数の変更はなし。
- ■ 21 : JR久留米駅 - 荘島 - 六ッ門 - 西鉄久留米 - 五穀神社前 - 百年公園 - 久留米インター - 地場産業センター
地場産業センター循環（廃止）。2003年4月のダイヤ改正で全廃。久留米東バイパス経由で久留米インターへ行き、その後地場産業センターを経由して再び久留米東バイパスを戻っていく循環線であった。
- ■ 22 : JR久留米駅 - 荘島 - 六ッ門 - 西鉄久留米 - 五穀神社前 - 百年公園 - 久留米インター - 両筑苑
北野線（変更）。2019年10月のダイヤ改正で、北野線の終点として使用されていた両筑苑バス停を廃止する代わりに、造出、ゆめマート前、今村天主堂の3停留所を新設し、今村天主堂まで延伸された。同時に、JR久留米駅発着便の設定がなくなった。これにより、これまで西鉄バスが運行していなかった（過去には運行していたが廃止されていた）大刀洗町に西鉄バスが運行することになった[4]。
2004年9月以前は西鉄小郡駅経由で鳥栖駅まで運行されており、両筑苑バス停はその当時から区間便のみが使うバス停（折返場）であった。
- ■ 48 : 津福今町 - 西町 - 西鉄久留米 - 市役所前 - JR久留米駅 - 若宮橋 - 月星化成前 - 城島新町
若宮線（変更・廃止）。2003年4月のダイヤ改正で津福今町発着のかわりに信愛女学院発着を設定。2006年4月のダイヤ改正で若宮～（県道47号経由）～城島新町を廃止し大善寺発着を設定。
- ■ 48 : 信愛女学院 - 千本杉 - 西鉄久留米 - 市役所前 - JR久留米駅 - 豆津橋 - 若宮橋 - 大善寺
若宮線（変更）。2017年10月1日のダイヤ改正で豆津橋経由を浄化センター前経由に変更。大石町交差点～古賀坂交差点にて県道47号ではなく東側の新道を通る経路となった。同時に、油田、西田工業団地前の2停留所を廃止。
- ■ 45 : 佐賀第二合同庁舎 - 佐賀駅バスセンター - 原の町 - 江見 - JR久留米駅 - 久留米市役所 - 西鉄久留米 - 文化センター前 - 信愛女学院
江見線（移管）。西鉄バス佐賀との共同運行だったが、2011年4月から西鉄バス佐賀の単独運行となった。

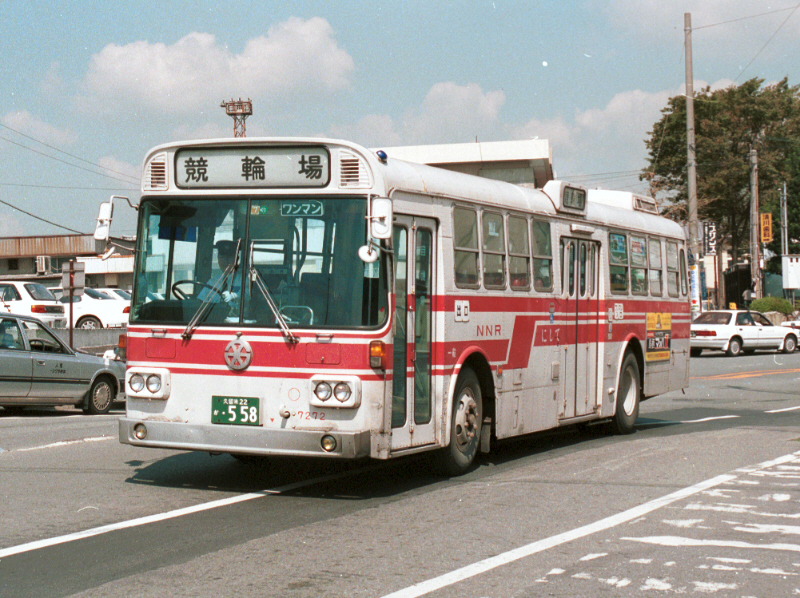
当時の車両（久留米競輪場線）

- JR久留米駅 - 西鉄久留米 - 久留米競輪場
久留米競輪場線（移管）。2011年4月から堀川バスが担当。
- ■ 6 : JR久留米駅/大学病院 - 市役所前 - 西鉄久留米 - 西町 - 附属校前 - 十二軒屋 - 津福今町
西町線（短縮）。2016年10月のダイヤ改正で大学病院発着の1往復以外全て西鉄久留米発着となったが、2018年4月のダイヤ改正で全便が西鉄久留米発着となった。
- ■ 51/52 : JR久留米駅 - 市役所前 - 西鉄久留米 - 西町 - 南町 - 野伏間 - 津福今町
南町系統（廃止）。2016年10月のダイヤ改正で51番が西鉄久留米→津福今町で朝1便運行されるのみとなった後、2018年4月のダイヤ改正で全廃。その他の削除便は全て6番に振り替えられた。南町周辺の運行は八女支社の32番で代替。
行きと帰りで番号が異なっており、51番が津福今町行き、52番が津福今町発であった。
- ■ 51/52 : JR久留米駅 - 市役所前 - 西鉄久留米 - 西町 - 南町 - 野伏間 - 十二軒屋 - 附属校前 - 西町 - 西鉄久留米 - 市役所前 - JR久留米駅
野伏間循環（廃止）。2016年10月のダイヤ改正で全廃。ただし51番は2003年4月に一度廃止された後2013年4月に再設定されている。廃止に伴う削除便は全て6番に振り替えられた。
西町～野伏間の周回方向で番号が異なっており、南町を先に通るのが51番、附属校前を先に通るのが52番であった。
- ■ 55 : JR久留米駅 - 市役所前 - 西鉄久留米 - 花畑 - 西町 - 南町 - 藤光一丁目 - 野伏間 - 荒木駅前 - 久富 - 筑後市役所前 - 羽犬塚駅前
西牟田線（移管）。2017年に当支社から筑後車庫へ移管。当支社で運行されていた当時は信愛女学院～羽犬塚駅前間の回送を行っていた。

## 車両

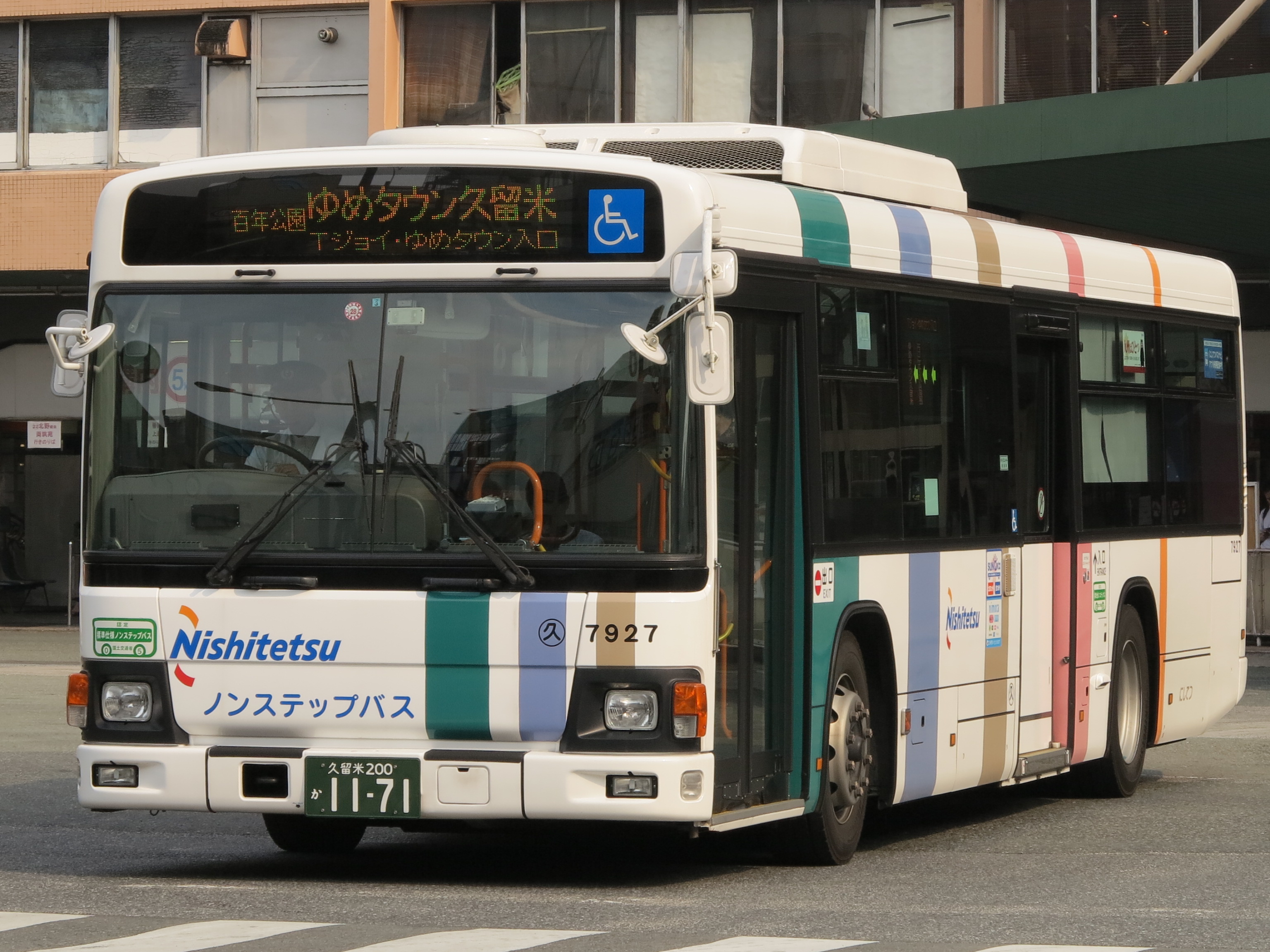
日野・ブルーリボンII（7927号車）

主に福岡地区からの転籍車で、中型車には新製配置された車両が多数存在する。また、所属する西工車は全てB型96MC車体である。
- 大型車は日野、日産ディーゼル（現・UDトラックス）の配置。1台を除き全て西工ボディ。
- 中型車は日産ディーゼルといすゞの西工ボディ、日野、いすゞの純正車が配置されている。
- 2015年に大型車としては29年ぶりの新車である日野・ブルーリボンIIが配置され、久留米市内の西鉄バスとして初のノンステップ車となった。また、2020年にいすゞ・エルガが3台導入されたが、2021年3月改正で久留米市内線の運用移管で京町支社へ転属した。
- 高速車が久留米～山鹿線(山鹿探訪エクスプレス)用に香月第二自動車営業所から転属した日野・セレガ(7906号車)を配置したが路線運休に伴い西鉄バス大牟田へ転属している[5]。